# Gonzalo Rodríguez

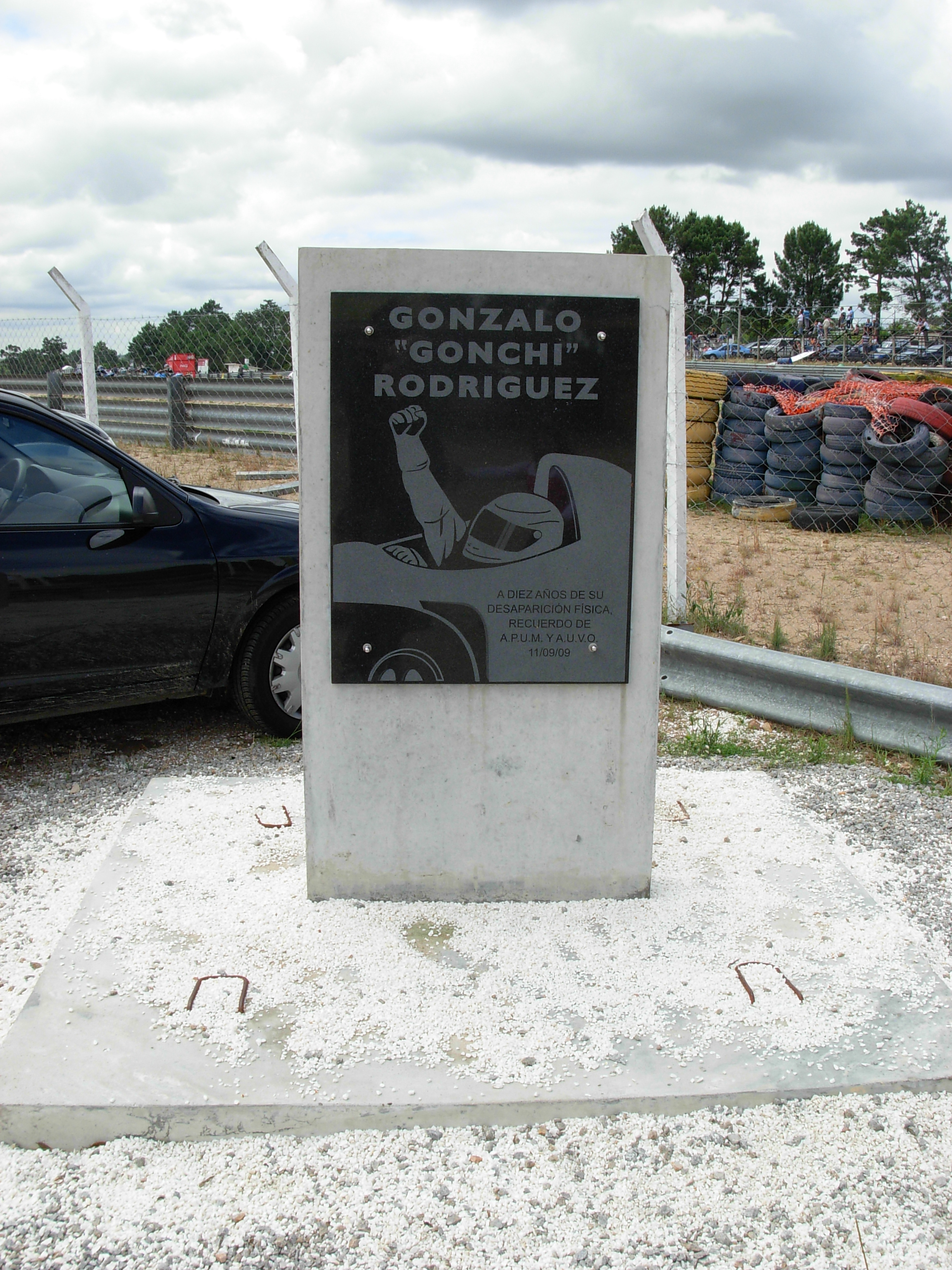
monument voor Gonzalo Rodríguez in El Pinar

Gonzalo Rodríguez (Montevideo, 22 januari 1971 – 11 september 1999) was een Uruguayaans autocoureur.
Hij toonde zich een bijzonder beloftevol rijder in de Formule 3000 met twee overwinningen in 1998 en één in 1999. In 1999 ging hij in de Cart rijden bij het team van Roger Penske waarbij hij in zijn eerste race onmiddellijk een punt pakte.
Op het circuit van Laguna Seca had Rodríguez een zwaar ongeluk waarbij hij om het leven kwam. Zijn auto ging van de baan en reed in een betonnen muur. Zijn auto vloog over de muur en ging over de kop. Hij was op slag dood. Rodríguez werd slechts 28 jaar oud.